# Nicholas Lia
Nicholas Lia, född 13 februari 2001, är en norsk simmare som tävlar för OI Svømming.
Lia har vunnit 40 NM-guld sedan 2019. 

## Karriär
I juli 2023 noterade Lia ett nytt norskt rekord på 50 meter frisim vid långbane-VM 2023 i Fukuoka på tiden 21,94 sekunder. I oktober 2023 noterade han även ett nytt norskt rekord på 50 meter frisim i kortbana vid tävlingen Nordsjøstevnet i Stavanger. Lia simmade på tiden 21,14 sekunder och sänkte då sitt eget norska rekord från december 2021.
Lia tävlade för Norge vid olympiska sommarspelen 2024 i Paris, där han blev utslagen i försöksheatet på 50 meter frisim och slutade på totalt 37:e plats.

## Medaljer i norska mästerskapen
| Medalj | Gren                       | Kortbana               | Långbana         |
| ------ | -------------------------- | ---------------------- | ---------------- |
| Guld   | 50 meter frisim            | 2021, 2022, 2023       | 2021, 2022, 2023 |
| Guld   | 100 meter frisim           | 2021, 2022             | 2021             |
| Guld   | 50 meter bröstsim          | 2022, 2023             | 2022, 2023       |
| Guld   | 50 meter fjärilsim         | 2021, 2022             | 2022, 2023, 2024 |
| Guld   | 4 × 50 meter frisim        | 2019, 2022, 2023       |                  |
| Guld   | 4 × 100 meter frisim       | 2019, 2021, 2022       | 2017, 2021, 2022 |
| Guld   | 4 × 200 meter frisim       | 2022                   |                  |
| Guld   | 4 × 50 meter medley        | 2019, 2021, 2022, 2023 |                  |
| Guld   | 4 × 100 meter medley       | 2019                   | 2021, 2022       |
| Guld   | 4 × 100 meter mixed frisim |                        | 2022             |
| Guld   | 4 × 50 meter mixed medley  | 2021, 2022, 2023, 2024 |                  |
| Silver | 50 meter frisim            | 2019, 2024             |                  |
| Silver | 50 meter bröstsim          | 2019, 2021, 2024       | 2021             |
| Silver | 50 meter fjärilsim         | 2024                   | 2021             |
| Silver | 100 meter fjärilsim        |                        | 2022             |
| Silver | 4 × 50 meter frisim        | 2024                   |                  |
| Silver | 4 × 100 meter frisim       | 2018, 2023             |                  |
| Silver | 4 × 200 meter frisim       | 2019, 2021             |                  |
| Silver | 4 × 50 meter medley        | 2018, 2024             |                  |
| Silver | 4 × 100 meter medley       | 2017, 2018, 2021       | 2023             |
| Silver | 4 × 50 meter mixed medley  | 2019                   |                  |
| Brons  | 100 meter frisim           | 2019                   |                  |
| Brons  | 50 meter fjärilsim         | 2019                   |                  |
| Brons  | 4 × 200 meter frisim       | 2018                   |                  |
| Brons  | 4 × 50 meter mixed medley  | 2018                   |                  |